# بائع السجاد في القاهرة

بائع السجاد في القاهرة هي لوحة زيتية للرسام الفرنسي جان ليون جيروم رسمها في عام 1887 وهي معروضة حالياً في معهد منيابولس للفنون.

## وصف اللوحة
تدور اللوحة حول السجاد، استطاع جيروم من خلال التناسب بين حجم السجادة وحجم الشخصيات الموجودة أن يوحى لنا بطولها، حتى أنه رغم عرضها بهذا الشكل فإن هناك جزءا آخر غير مرئي، ويلاحظ بأن عارضي السجادة صامتون بينما التجار يتناقشون فيما بينهم، ربما يتحدثون عن جمال السجادة وإتقانها وربما يتنافسون حول سعرها. وفى خلفية السجادة، هناك سجادة أخرى تظهر أطرافها وتوحي بأن ألوانها مختلفة وأن حجمها مختلف أيضا.